# Darjazin
Darjazīn (farsi درجزین) è una città dello shahrestān di Mehdishahr, circoscrizione Centrale, nella provincia di Semnan in Iran. Aveva, nel 2006, una popolazione di 4.370 abitanti. Si trova circa 10 km a nord di Semnan.